# Vico nel Lazio
Vico nel Lazio é uma comuna italiana da região do Lácio, província de Frosinone, com cerca de 2.158 habitantes. Estende-se por uma área de 45 km², tendo uma densidade populacional de 48 hab/km². Faz fronteira com Alatri, Collepardo, Guarcino, Morino (AQ).

## Demografia
| Variação demográfica do município entre 1861 e 2011                               |
|                                                                                   |
| Fonte: Istituto Nazionale di Statistica (ISTAT) - Elaboração gráfica da Wikipedia |